# 아이신기오로 추옌
아이신기오로 추연(만주어: ᠠᡳᠰᡳᠨ
ᡤᡳᠣᡵᠣ
ᠴᡠᠶᡝᠨ Aisin Gioro Cuyen, 한국 한자: 愛新覺羅 褚英 애신각라 저영, 1580년 ~ 1615년)은 후금의 천명제 누르하치(努爾哈赤, Nurhaci)의 적장자이다.

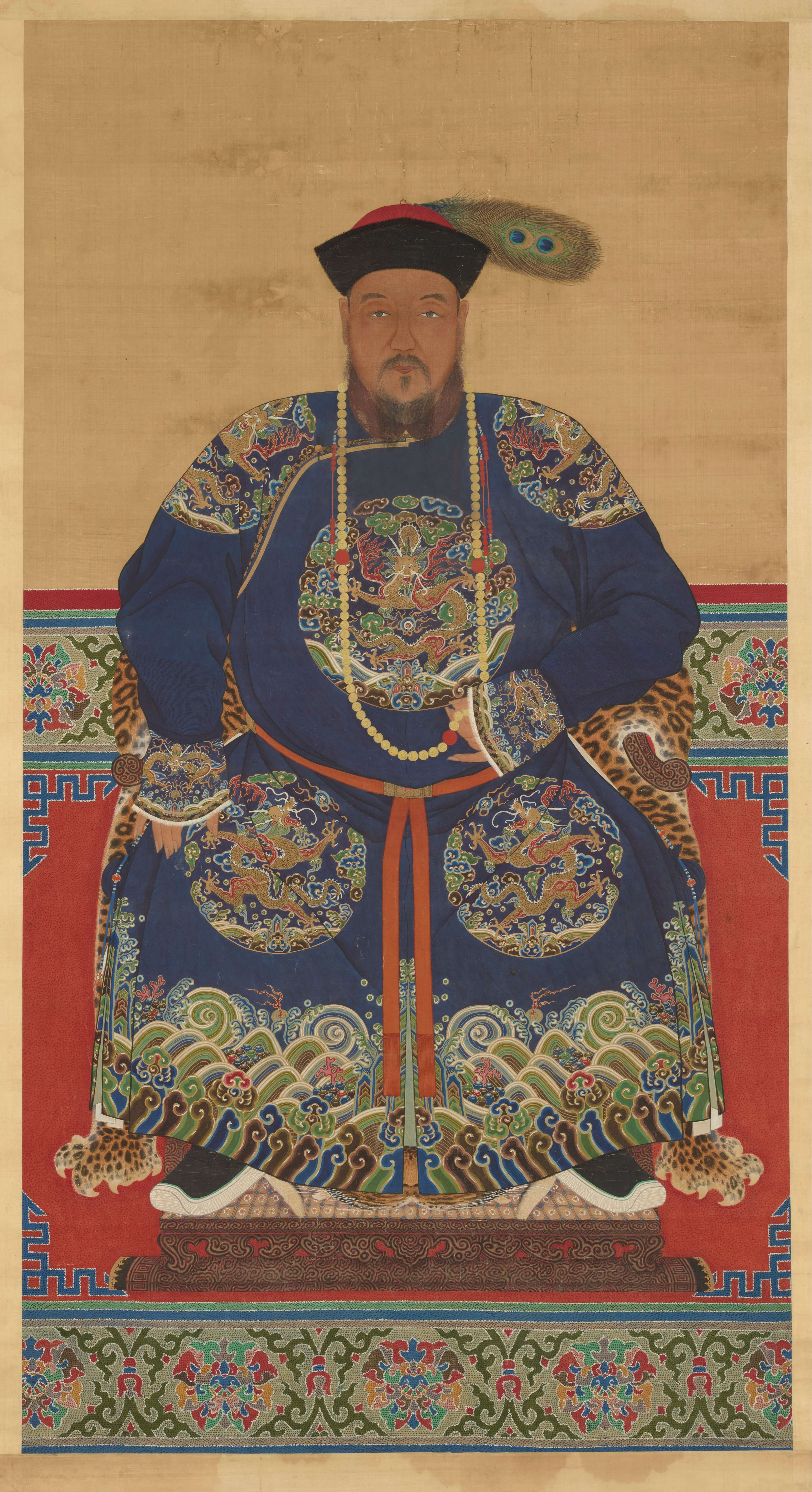

원비 퉁갸씨 소생이며, 다이샨(代善, Daišan)의 친형이자 숭덕제, 도르곤, 도도의 이복 형이다. 1612년, 누르하치에 으뜸간다고 할 수 있는 팔기(八旗) 중 두 기를 거느리는 대버일러(大貝勒) 등극하지만, 형제와 개국오대신 등과의 마찰로 실각한 뒤, 총예공경한(聰睿恭敬汗, 만주어: ᠰᡠᡵᡝ
ᡴᡠᠨᡩᡠᠯᡝᠨ
ᡥᠠᠨ Sure Kundulen Han) 누르하치를 저주한 것을 측근들이 고발하자, 1613년 3월에 유폐되어 2년 뒤인 1615년 8월 22일에 처형됐다.
이복동생인 홍타이지(皇太極, Hong Taiji)가 후금의 두번째 한(汗)인 숭덕제로 즉위하면서 1607년, 부친에게 하사받았었던 책략이 많은 용사(阿兒哈兔土門巴圖魯, (만주어: ᠠᡵᡤᠠᡨᡠ
ᡨᡠᠮᡝᠨ
ᠪᡝᡳ᠌ᠯᡝ
ᠪᠠᡨᡠᡵᡠ Argatu Tumen Baturu)의 칭호를 빌려 광략(廣略)이라는 시호가 내려지고, 버일러(貝勒, Beile)로 추봉되었다.

## 같이 보기
- 누르하치
- 슈르하치
- 홍타이지
- 도르곤
- 아이신기오로 두두